# كيه 1200 آر
كيه 1200آر(بالإنجليزية: BMW K1200R)‏ هي دراجة نارية من تصنيع بي إم دبليو.